# Salix kongbanica
Salix kongbanica — вид квіткових рослин із родини вербових (Salicaceae).

## Морфологічна характеристика
Це мале дерево. Гілки тьмяно-пурпурні; молоді гілочки запушені. Листкова ніжка 5–7 мм, запушена; листкова пластинка довго еліптично-ланцетної форми, 4–5 × 1–1.5 см, обидві поверхні коротко шерстисті, край зазвичай цілокраїй, рідко віддалено залозисто-городчастий, верхівка загострена чи коротко загострена. Жіночі сережки ≈ 1.1 см.

## Середовище проживання
Ендемік Тибету. Населяє гірські схили.